# 自由路 (歌曲)
《自由路》是以香港反对逃犯条例修订草案运动为背景创作的粤语歌曲，由Joseph Ma作曲，Nalumi Li作词、演唱，并由《大纪元时报》和《新唐人电视台》于2019年联合推出。歌曲表现了运动的艰难和希望，以及坚持到底的决心。